# Alfa-1-antitrypsin

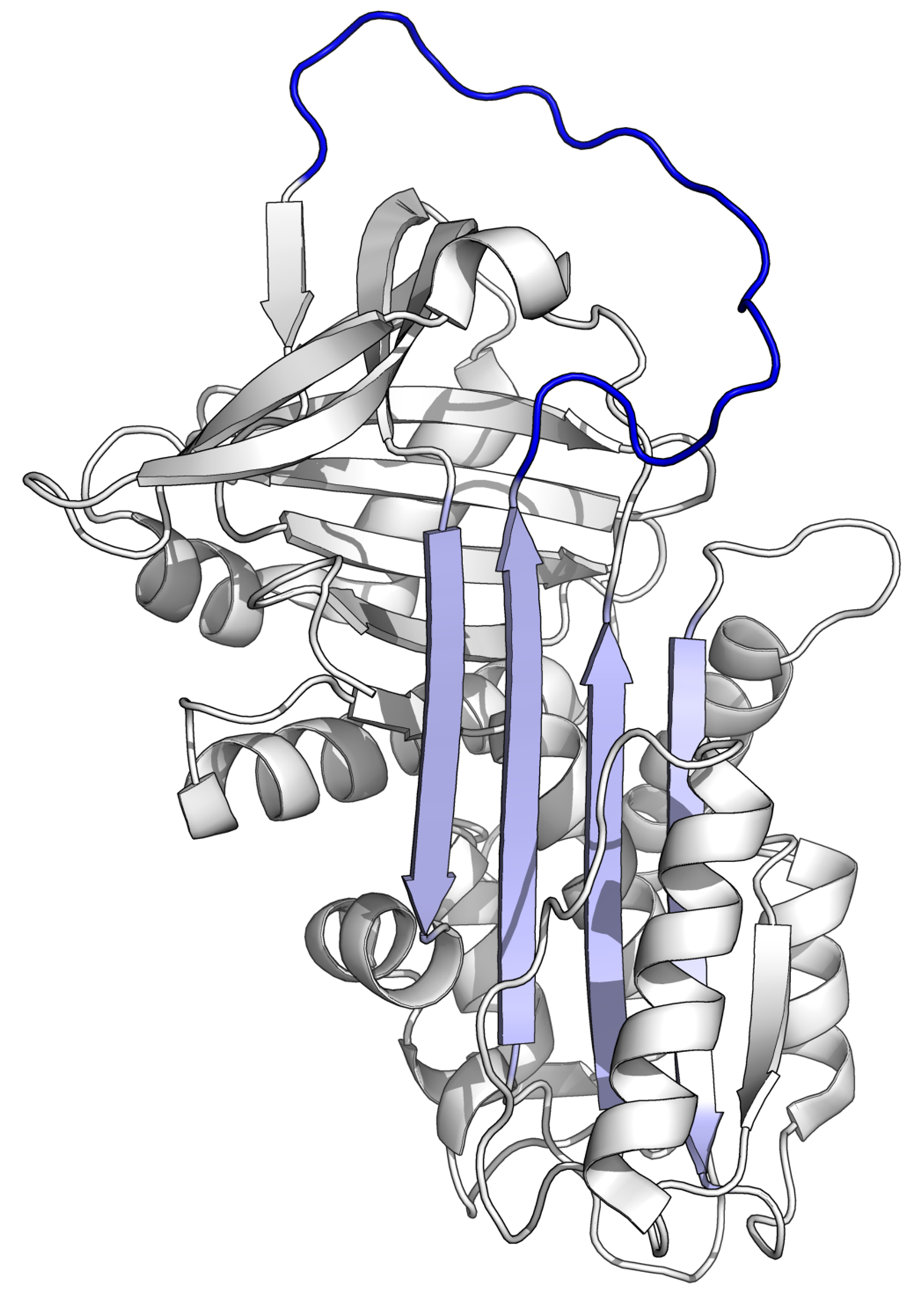
Översiktlig molekylmodell

Alfa-1-antitrypsin är ett plasmaprotein som är en proteasinhibitor. Den har en något lägre molekylmassa än albumin och är ett glykoprotein. Proteinet är en akutfasreaktant och kan därför användas för att karakterisera inflammatorisk aktivitet. Vid alfa-1-antitrypsinbrist finns risk för såväl lung- som leversjukdom.